# Hroničan (medicina)
Hronična bolest je bolest ili drugo zdravstveno stanje koje ima perzistentnu ili dugotrajnu prirodu. Termin hroničan se obično primenjuje kad tok bolesti traje više meseci. Primeri rasprostranjenih hroničnih bolesti su astma, kancer, dijabetes i SIDA. 
U medicini u kontrastu sa hroničnim bolestima stoje akutne bolesti. Hronični tok bolesti se razlikuje od rekurentnog toka. Rekurentne bolesti relapsiraju u više navrata, sa periodima remisije između relapsa.  

## Spoljašnje veze
- Center za kontrolu hroničnih bolesti
- Hronična bolest